# Ganjam (huyện)
Huyện Ganjam là một huyện thuộc bang Odisha, Ấn Độ. Thủ phủ huyện Ganjam đóng ở Chhatrapur. Huyện Ganjam có diện tích 8033 ki lô mét vuông. Đến thời điểm năm 2001, huyện Ganjam có dân số 3136937 người.